# Astrid Lindgren-emlékdíj
Az Astrid Lindgren-emlékdíj (angolul: Astrid Lindgren Memorial Award – ALMA, svédül: Litteraturpriset till Astrid Lindgrens minne) a világ legjelentősebb gyermek- és ifjúsági irodalmi díja. A svéd kormány hozta létre a szervezetet 2002-ben Astrid Lindgren svéd író halála évében, tiszteletére. A díjat évente ítélik oda ötmillió SEK mellett, amely hozzávetőleg 540 000 eurónak felel meg. Egy évben egy vagy több ember is részesülhet a kitüntetésben, nyelvre vagy kultúrára való tekintet nélkül. A nyertest egy nemzetközi döntőbizottság határozza meg, az általuk előre meghatározott jelöltek közül.

## A díjról
Az Astrid Lindgren-emlékdíjat olyan szerzők, illusztrátorok, narrátorok és/vagy olvasást támogató személyek kaphatják, akiknek munkája tükrözi Astrid Lindgren szellemiségét. A díjat azért hozták létre, hogy fokozza a gyermek- és ifjúsági irodalom iránti érdeklődést és támogassa a gyermekek kultúrához való jogait globális szinten.
Az emlékdíjat a Svéd Kulturális Tanács (Statens Kulturråd) felügyeli. Odaítélésében minden évben olyan zsűri dönt, amely tagjait a szerint válogatják, hogy nemzetközi szinten kompetensek legyenek és átfogják az érintett területeket: gyermek- és ifjúsági irodalom, az olvasás támogatása, népszerűsítése és a gyermekjogok. Így a 12 tagú zsűriben találhatóak írók, irodalomkritikusok és irodalomkutatók, illusztrátorok és könyvtárak igazgatói, tulajdonosai, illetve további egy fő, aki képviseli Astrid Lindgren családját.
Azért, hogy a választás minél szélesebb perspektívából történjen, minden évben a zsűri által világszerte – legkésőbb az előző év decemberéig jelentkezett és – jóváhagyott nemzeti szervezetek és intézmények terjeszthetnek föl jelölteket, akik névsorát és a döntéshez szükséges információkat – hiszen díjazáskor az egész életművet veszik figyelembe – minden évben legkésőbb május 15-éig kell a svéd kancelláriának megküldeniük, de a zsűri is javasolhat egyéni jelölteket. A listát októberben hozzák nyilvánosságra a Frankfurti Könyvvásáron. Ezután a következő év márciusában, a Bolognai Nemzetközi Gyermekkönyvvásáron tartott záró ülés sajtókonferenciáján hirdetik ki, hogy ki nyerte el a díjat, melyet a díjazott – „amikor Svédország a legszebb” – nyár elején, májusban, ünnepélyes keretek között vehet át Stockholmban.
Magyar jelöltje először 2012-ben volt a díjnak Csukás István személyében, akit az IBBY (International Board of Books for Young Readers) magyarországi szervezete jelölt a Magyar Gyermekirodalmi Intézet tanácsadására, akit 2013-ban és 2014-ben is felterjesztettek, az utóbbinál (2015-re) már Marék Veronikával, Tasnádi Istvánnal, valamint a nemzetközi hírű Amerikában élő Bányai István illusztrátorral egyetemben.

## Díjazottak
- 2024: Indigenous Literacy Foundation (Ausztrália)[5]
- 2023: Laurie Halse Anderson (USA)[6]
- 2022: Eva Lindström (Svédország)[7]
- 2021: Jean-Claude Mourlevat (Franciaország)[8]
- 2020: Pek Hina (Dél-Korea)[9]
- 2019: Bart Moeyaert (Belgium)[10]
- 2018: Jacqueline Woodson(wd) (USA)[11]
- 2017: Wolf Erlbruch[12] (Németország)
- 2016: Meg Rosoff (Amerikai Egyesült Államok)
- 2015: PRAESA (Dél-afrikai Köztársaság)
- 2014: Barbro Lindgren (Svédország)
- 2013: Isol (Argentína)
- 2012: Guus Kuijer (Hollandia)
- 2011: Shaun Tan (Ausztrália)
- 2010: Kitty Crowther (Belgium)
- 2009: Tamer Institute for Community Education (Palesztina)
- 2008: Sonya Hartnett (Ausztrália)
- 2007: Banco del Libro (Venezuela)
- 2006: Katherine Paterson (Amerikai Egyesült Államok)
- 2005: Philip Pullman (Egyesült Királyság), Arai Rjódzsi (Japán)
- 2004: Lygia Bojunga Nunes (Brazília)
- 2003: Maurice Sendak (Amerikai Egyesült Államok), Christine Nöstlinger (Ausztria)